# Castell de Pena
Castell de Pena és un castell del municipi d'Ogassa (Ripollès) declarat bé cultural d'interès nacional.

## Descripció
El castell estava situat al puig de Sant Amanç entre Saltor i Bruguera. Resten el topònim al puig de Sant Amanç i un claper de pedres bé que sense cap característica. Només es coneix per la documentació.

## Història
El castell de Pena apareix documentat per primera vegada l'any 1024, a l'acta de consagració de l'església de Sant Martí d'Ogassa; en aquell moment el senyor del castell era Joan Oriol, el qual, l'any 1073 cedí la parròquia i el castell al monestir de Sant Joan de les Abadesses però es reservà la castlania i altres drets. La família Oriol prengué el nom de la baronia de Sales, de la qual eren senyors, i continuaren posseint drets al castell de Pena i a Ogassa, mentre que la castlania romangué en mans de Guillem Gaufren d'Espasén i els seus descendents, que eren una branca lateral de la família, tot reconeixent la senyoria dels abats del monestir.
El 1334, l'abat Ramon de Bianya encomanà la batllia del terme de Pena i del castell a Pere de Ribes. A partir d'aquest moment el castell perdé protagonisme en favor de les parròquies del terme.